# Futurama: Leela und die Enzyklopoden
Futurama: Leela und die Enzyklopoden (Originaltitel: Futurama: Into the Wild Green Yonder) ist ein US-amerikanischer Science-Fiction-Zeichentrickfilm aus dem Jahr 2009, der auf der Fernsehserie Futurama beruht. Er ist der letzte von vier Filmen, die gemeinsam die fünfte Sendestaffel der Serie bilden. Er wurde in den Vereinigten Staaten und Kanada am 24. Februar 2009 als Direct-to-DVD-Produktion zunächst für den Heimkino-Markt veröffentlicht, im Vereinigten Königreich bereits einen Tag zuvor, und in Deutschland erschien die DVD am 20. März 2009. Die Weltpremiere war am 6. Februar 2009 auf einer Comicconvention in New York City.
Der Film wurde als Serienfinale angelegt, da noch nicht klar war, ob es weitere Staffeln gibt. Anfang Juni 2009 bestätigte aber die Produktionsfirma 20th Century Fox, dass an einer neuen Staffel mit 26 Episoden gearbeitet wird, deren Premiere am 24. Juli 2010 stattfand.
Gastdarsteller sind Phil Hendrie, Penn & Teller, Snoop Dogg und Seth MacFarlane, der den Titelsong singt.
Das Werk wurde 2009 mit einem Annie Award ausgezeichnet.

## Handlung
Die Planet-Express-Crew besucht Amys wohlhabende Eltern Leo und Inez, die damit beschäftigt sind, das „alte“ Mars Vegas abzureißen und ein extravaganteres neues zu bauen. Eine Gruppe von Öko-Feministinnen protestiert gegen die damit verbundene Umweltzerstörung, was zu einem Unfall führt, bei dem ein Schmuckstück in Form eines Venussymbols in Frys Kopf gelangt. Leela rettet einen Egel, den letzten seiner Art, denn die restlichen Exemplare seiner Spezies wurden bei den Bauarbeiten ausgerottet. Um Fry wegen des Unfalls zu entschädigen, lädt Leo Fry zu einem Pokerturnier ein und spendiert dem Rest der Crew einen Urlaub. Das Schmuckstück in seinem Kopf führt dazu, dass Fry Gedanken lesen kann. Lediglich wenn er sich einen Aluhut aufsetzt, hört er die anderen Stimmen nicht. Trotz seiner neuen Fähigkeit gewinnt Fry das Pokerturnier nicht, da Bender im Besitz des „Glücksfußes“ des Mafia-Roboters Donbot ist, der ihm unglaubliches Glück verleiht.
Nach dem Turnier lernt Fry den Geheimbund der gedankenlesenden Matschbirnen kennen. Sie berichten ihm von zwei uralten Gegenspielern im Universum, den Enzyklopoden und den Dunklen. Die Dunklen wollen alles Leben zerstören, die Enzyklopoden es bewahren. Fry bekommt die Aufgabe, das letzte Ei eines Enzyklopoden, einen Zwergstern, vor der Zerstörung zu bewahren. Leider will Leo Wong diesen Stern sprengen, um eine intergalaktische Minigolfanlage zu bauen.
Während Leela den Öko-Feministinnen beitritt, schleicht sich Fry mit Hilfe seines Gedankenlesens als Sicherheitsinspektor bei Leo ein. Leela gelingt es nach und nach, auch Amy und den Rest von Planet Express zu überzeugen. Doch Leo plant seine intergalaktische Minigolfanlage weiterhin. Fry bekommt in seiner Eigenschaft als Sicherheitsinspektor die zweifelhafte Ehre, in einer feierlichen Zeremonie den Auslöser für die Sprengung zu drücken. Von den Matschbirnen bekommt er die Warnung, dass in den entscheidenden Sekunden einer der Dunklen zur Stelle sein wird, um die Vernichtung des Zwergsterns sicherzustellen.
Auf der Zeremonie stellt sich schließlich heraus, dass Leelas Egel, den sie ständig mit sich herumträgt, der letzte Vertreter der Dunklen ist. Er wird unschädlich gemacht und schließlich getötet. Die Sprengung des Zwergsterns wird verhindert. Direkt im Anschluss entwickelt sich aus dem Stern ein Enzyklopode, ein riesiges, im Weltraum lebendes Wesen, das äußerlich einem  Rochen ähnelt und einige Exemplare aller ausgestorbenen Spezies beherbergt.
Wegen der Verhinderung der Sprengung muss die Planet-Express-Mannschaft vor den Gesetzeshütern in Gestalt von Zapp Brannigan fliehen. Sie liefern sich eine Verfolgungsjagd. Fry und Leela gestehen einander ihre Liebe. Um ihren Verfolgern zu entkommen, fliegen sie schließlich durch das plötzlich auftauchende Panamawurmloch das der Zentrale Transportkanal der Erde ist (S6F1 Wiedergeburt), wieder zurück auf die Erde.

## Produktion
Das Futurama-Team begann die Arbeiten an dem Film bereits 2006, bis Gewerkschaftsprobleme die Produktion beeinflussten. Dem Produzenten Lee Supercinski zufolge bemerkte das Futurama-Studio, dass sie das Animatic des Films von den Rough Draft Studios erst zwei Wochen vor dem Fristende der Writers Guild of America bekommt. Daraufhin waren die Autoren gezwungen, das Skript durchzuschauen, ohne dass sie das Animatic komplett gesehen hatten. Das Futurama-Studio bekam den fertig animierten Film im Juni 2008, Wochen vor einem erneut vorhergesagten Streik, so dass die Autoren erneut gezwungen waren, das Skript zu überprüfen, ohne dass sie den Film komplett gesehen haben.
Da die Autoren sich bewusst waren, dass Leela und die Enzyklopoden die insgesamt letzte Futurama-Episode sein könnte, bauten sie zahlreiche Verweise auf diese Tatsache ein. Der Titelbildschirm zeigt die Nachricht: “The Humans Shall Not Defeat Us” (Die Menschen dürfen uns nicht besiegen), nach Cohen eine trotzige Stichelei bezüglich des möglichen Endes der Serie. In der Mitte des Filmes gibt es eine Einstellung außerhalb des Planet-Express-Gebäudes, an dem ein Banner mit der Aufschrift. “Going Out Of Business Forever! Again!” (Geschäftsaufgabe! Nochmals!) hängt, ein Bezug auf das erste Produktionsende der Serie 2003. Auch gibt es eine Anspielung in einer Szene auf die erste Folge von Futurama, in der Professor Farnsworth Hermes’ und Zoidbergs Karriere-Chips abnimmt.
Als Dank für die Fans gibt es eine Szene, in der bis zu 250 Charaktere auf dem Bildschirm zu sehen sind, auch viele kleinere Rollen aus den 72 Episoden und den 4 Spielfilmen. Jedoch sind keine Kinder zu sehen (wie etwa Cubert Farnsworth), die entfernt wurden, als das Produktionsteam bemerkte, dass Morbo erwähnt, dass keine Kinder anwesend sind. Im DVD-Kommentar sagt Produzent David X. Cohen, dass Rough Draft Studios in Korea eine höhere Prämie für diese Szene bekam, da es Schwierigkeiten bei der Animation derselbigen gab.
Die Eröffnungsmusik ist ein Stück im Stil Frank Sinatras, die von Seth MacFarlane, dem Schöpfer von Family Guy und American Dad, gesungen wird, während das Planet-Express-Schiff über den Casinos von Mars Vegas fliegt.

## Synchronisation
siehe: Futurama#Synchronisation

### Gastauftritte
| Schauspieler    | Rolle                                          |
| --------------- | ---------------------------------------------- |
| Tress MacNeille | Fanny                                          |
| David Herman    | Number 9 Man                                   |
| Snoop Dogg      | er selbst                                      |
| Phil Hendrie    | Frida Waterfall Hutch Waterfall The Encyclopod |
| Seth MacFarlane | Mars-Vegas-Sänger                              |
| Penn & Teller   | sie selbst                                     |

## Veröffentlichung
20th Century Fox Home Entertainment veröffentlichte den Film am 24. Februar 2009 auf DVD und auf Blu-ray Disc.

## Auszeichnungen
Der Film wurde mit dem Annie Award 2009 in der Kategorie Best Home Entertainment Production ausgezeichnet.